# Мортадела
Мортадела (итал. mortadella) је дебела, округла, барена кобасица настала је у Болоњи, у  Италији.
Ова кобасица се прави од мјешавине свињског и телећег  меса, сланине те разних зачина који јој дају специфичан укус. Понекад, у кобасицу се додају састојци као што су чварци, изнутрице и друго. Кобасица се реже на изузетно танке резове. Настала је у граду Болоња, покрајини Емилија-Ромања, гдје се сматра аутентичним производом покрајине. Данас је популарна у исхрани широм Европе.